# インド映画連盟
インド映画連盟（インドえいがれんめい、Film Federation of India、略称：FFI）は、インド映画業界における最高組織。映画プロデューサー（1万8000人）、配給業者（2万人）、興行主（1万2000人）及び映画スタジオ所有者で構成され、連盟本部はムンバイにある。連盟は毎年アカデミー国際長編映画賞のインド代表作品を選出しており、2013年には14作品を候補作品に選んでいる。

## 主な歴代連盟議長
出典
- メーブーブ・カーン
- G・P・シッピー（英語版）
- ジャイ・オム・プラカーシュ（英語版）